# Tájkép

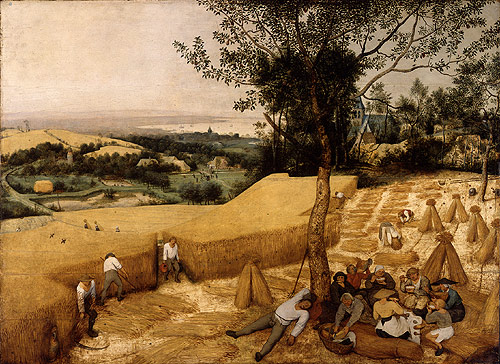
Id. Pieter Bruegel festménye (1565)

A tájkép a festészet egyik műfaja. Az antik művészetben alig volt szerepe, a középkori Európa sem ismerte. Festmény háttereként a 14. században jelent meg először. 1500 körül főleg tanulmányok formájában festették és rajzolták az első önálló tájképi ábrázolásokat. 1600 táján alakult ki. Ha antik mitológiai alakok találhatók rajta, heroikus táj-nak nevezzük. A tájképfestészet Németalföldön talált először jeles művelőkre, itt alakult ki a tengeri tájképfestészet is. A 18. században tűntek fel  a városi látképek, a rokokó stílus idejében pedig idilli pásztorjeleneteket ábrázoltak. A klasszicizmus és a romantika új motívumokat dolgozott fel. Új fejlődési útját a barbizoni iskola és az impresszionizmus nyitotta meg. Az expresszionizmus a tájat mint motívumot csak kiindulópontnak tekinti a művész lelkivilágának ábrázolásához.
A kínai tájképfestészet egészen más. Náluk a hegyek és a vizek a fontosak, nem az ember vagy az ember alkotta tárgy. A hegyek és a vizek köztiszteletben állnak, mert az embereknek a mindennapi élete a természeti környezetüktől függ.
A fotográfia megjelenésével a fényképésznek is témájává vált a táj. A fényképezésnek egyik műfajává a tájfotó.